# 弗里斯蘭嶺

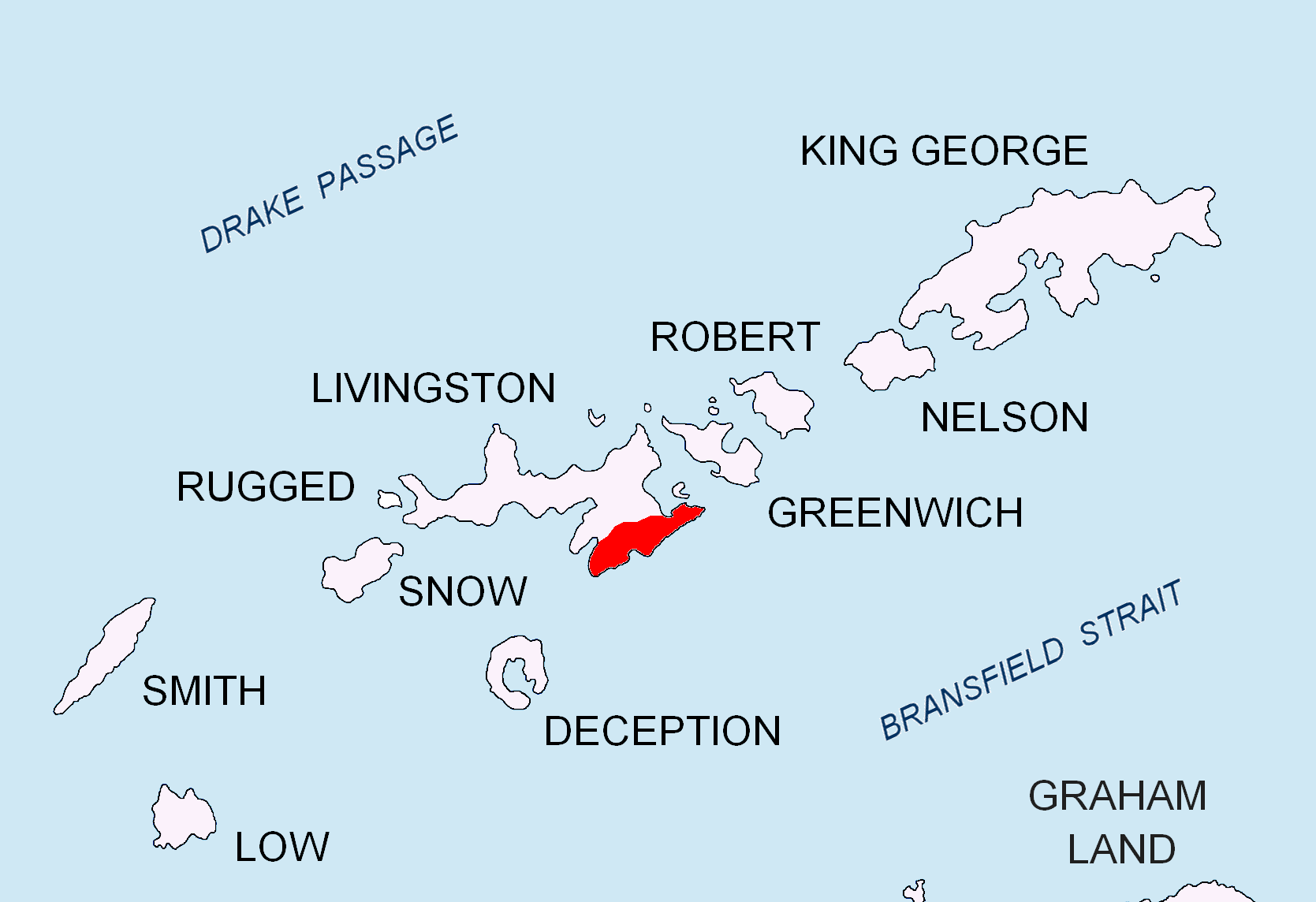

弗里斯蘭嶺（英語：Friesland Ridge）是南極洲的山脈，位於南設得蘭群島的利文斯頓島，屬於騰格里山脈的一部分，該山脈由6座山峰組成，最高點海拔高度1,700米。

## 外部連結
- SCAR Composite Gazetteer of Antarctica（页面存档备份，存于）